# Anglický strakáč
Anglický strakáč, lidově také anglický spot (anglicky: English Spot), je malé výstavní plemeno králíka původem z Anglie. Jedná se o plemeno, které bychom našli v historii snad všech moderních králičích plemen a současně má také typickou kresbu, která u jiného plemene k vidění není. Hmotnost dospělých jedinců se pohybuje okolo 2,5 až 3,25 kg a samice jsou dobrými matkami, což dělá z anglického strakáče oblíbené plemeno i v Česku.

## Historie

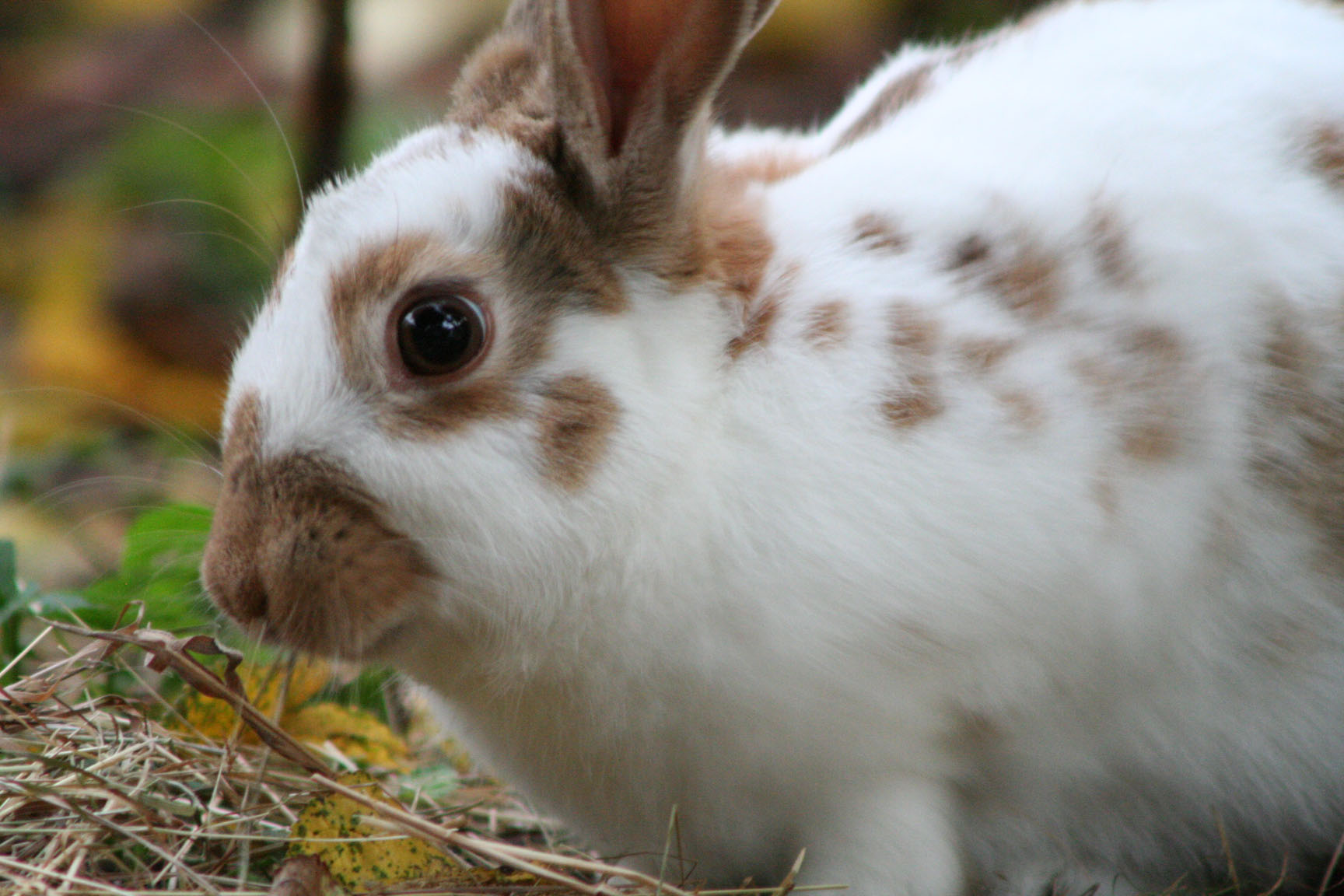
Anglický strakáč s madagaskarovitým zbarvením

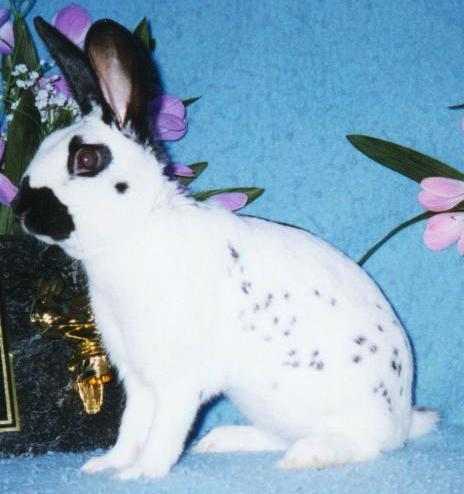

Anglický strakáč, jak již název napovídá, byl vyšlechtěn v Anglii a to v průběhu 19. století. Jeho předky byli neušlechtilí a kresbou naprosto rozdílní chovní králíci, chovaní v každém větším stavení v Anglii. Roku 1816 se začali objevovat první jedinci, kteří se stavbou těla a vzdáleně také kresbou podobali anglickým strakáčům. Již během krátké doby se ale podařilo chovatelům vyšlechtit králíky s kresbou podobnou té, kterou mají dnešní angličtí strakáči. Stalo se tak na začátku druhé poloviny 19. století.
První chovatelský klub anglických strakáčů byl v Anglii založen roku 1890 a funguje i v současné době. Taktéž v Česku se nachází chovatelský klub s delší tradicí, byl založen roku 1960 v Pardubicích. Z Anglie byl první jedinec vyvezen roku 1899 a to do Německa. Do Severní Ameriky se poprvé anglický strakáč dostal roku 1910.

## Popis
Správný strakáč má sestavu Kk (heterozygot), avšak ve vrzích se objevují i tzv. mlynáři se sestavou KK (homozygot), ti však krátce po narození většinou uhynou. Objevují se i králíci se sestavou kk (homozygot), přezdívaní kominíci, kteří jsou celobarevní a vyznačují se svou vitalitou, také bývají velikostně větší a často končí na talíři.
Rozdíly mezi českými anglickými strakáči a skutečnými anglickými strakáči jsou jasně viditelné; angličtí jedinci jsou menšího tělesného rámce a jsou celkově drobnější než v Česku chovaní jedinci. Při hodnocení se hledí na správný průběh hřbetní linie, rovné postavení končetin, správně utvářený ocas s přiléhavost kůže po celém těle. Tím nejdůležitějším faktorem při posuzování je ale kresba. Tělo je poměrně dlouhé, končetiny silné. Uši vzpřímené a dobře osrstěné. Srst je poměrně obyčejná; krátká, na dotek hebká a hustá.

### Kresba
Kresba je typickým znakem plemene. Jedná se o podtyp anglické strakatosti a tato kresba se skládá z kresby hlavy a kresby těla. Kresba zahrnuje také tzv. motýlek, který najdeme na nosní a ústní krajině. Kresba těla zahrnuje asi 1,5 cm tlustý pravidelný pruh na zádech, přezdívaný úhoř, řetězovou kresbu, tedy víceřadý řetěz malých skvrnek, a boční kresbu, což je několik větších skvrn na bocích. V Česku se uznává pět možných zbarvení; černé, modré, havanovité, madagaskarové a černožluté. Černé zbarvení je k vidění nejčastěji a jednotlivá zbarvení se neliší barvou podkladu, nýbrž barvou skvrn. Například černožlutý jedinec má skvrny jak černé, tak žluté, ale stejně umístěné jako králík s havanovitým zbarvením.

## Chov

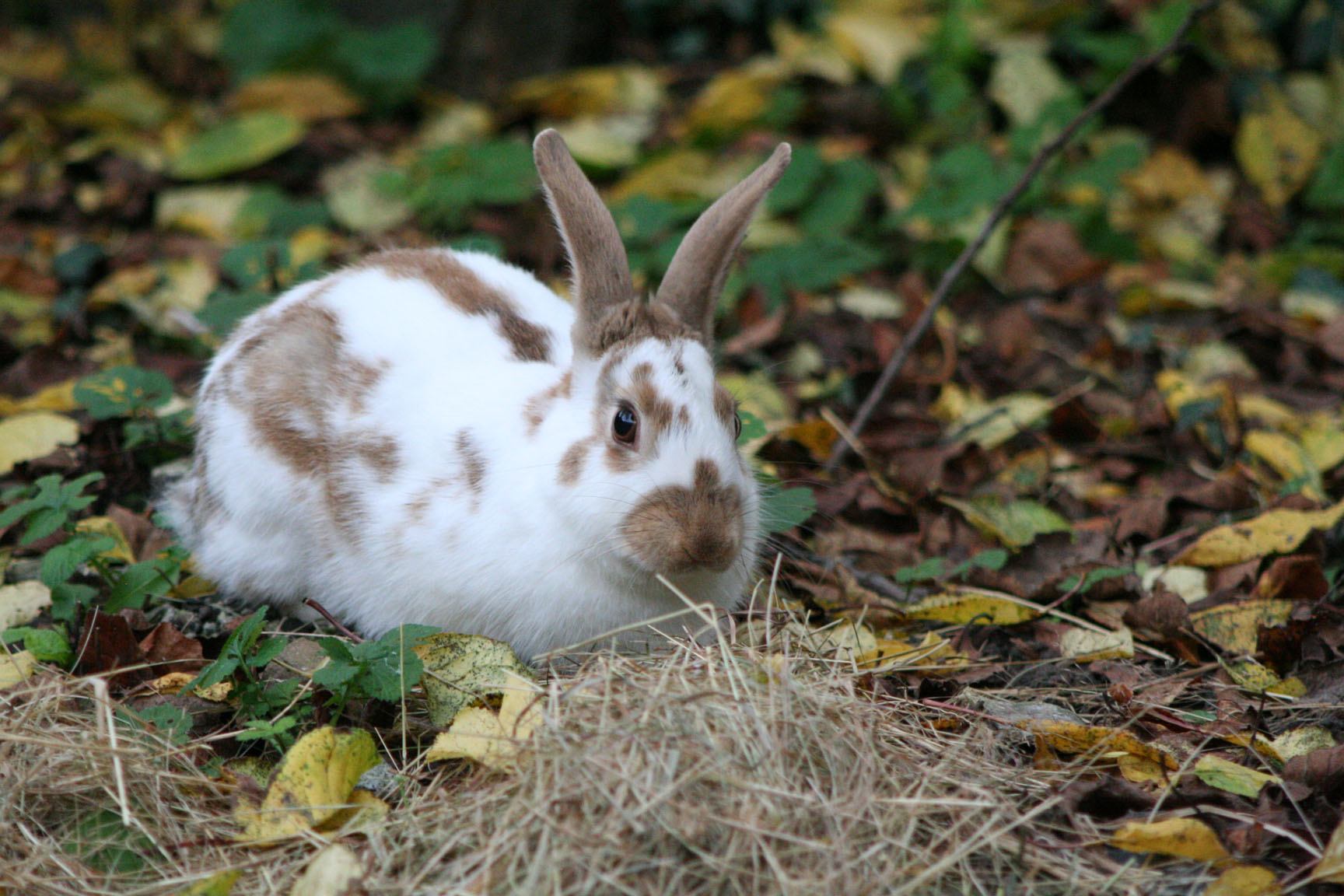

Anglický strakáč je aktivní králík, který potřebuje minimálně jednu až dvě hodiny volného běhání po zahradě. Nejvíce jsou aktivní ráno a večer, přes den běžně spí. Největší složku potravy anglického strakáče by mělo tvořit seno, sekundárně i jetel, vojtěška nebo luštěniny. Luštěniny jsou zvláště vhodné pro nastávající matky nebo pro mladé, avšak příliš velké množství může způsobit i ledvinové kameny. Jako doplněk k senu se dá použít i petržel, tymián, koriandr, pampeliška nebo bazalka. Naopak vyhnout se je dobré květáku, hlávkovému salátu a brokolici, které způsobují plynatost. Kvůli vysokému obsahu škrobu nejsou vhodné ani brambory a kukuřice.
Samice jsou dobrými matkami, v jednom vrhu je běžně pět až sedm mláďat a doba březosti trvá okolo 30 dnů. Většinou platí, že pouze 50 % mladých z vrhů bude mít správnou kresbu, 25 % pak bude jednolitých a zbylých 25 % bude mít špatně rozmístěné skvrny. Ve stáří osmi týdnů je vhodné mladé od matky oddělit.